# XrossMediaBar
Xross Media Bar (ou XMB) est une interface graphique (GUI) développée par Sony. Il a été à l'origine employé dans les menus du lecteur DVD de la PS2 et a évolué dans la PSX. Il a été ensuite repris comme GUI dans la PlayStation Portable, la PlayStation 3 et les téléviseurs haute définition LCD ou plasma, notamment ceux de la gamme « Bravia ».
Le Xross Media Bar a reçu un prix de l'innovation à la 58e cérémonie des Emmy Awards organisée par le National Academy of Television Arts & Sciences.
Une émulation du XMB pour Nintendo DS a été développée sous le nom de M33.1337 Custom PSP firmware : XMB lite .

## Description
Les icônes sont disposés horizontalement à travers l'écran. La navigation se fait avec les icônes, à la façon d'un curseur. Ces icônes sont employées comme catégories pour organiser les options disponibles à l'utilisateur. Quand une icône est sélectionnée dans la barre horizontale, d'autres apparaissent verticalement, au-dessus et au-dessous (sélectionnable grâce au pad directionnel).

## PlayStation Portable
Sur la PlayStation Portable, les catégories du XMB sont : option, photo, musique, vidéo, jeux, et réseau dans l'ordre de gauche à droite (l'option réseau n'est disponible qu'à partir de la version 2.0 du logiciel système).
| Mois    | Janvier | Février | Mars | Avril | Mai | Juin | Juillet | Août | Septembre | Octobre | Novembre | Décembre |
| Couleur |         |         |      |       |     |      |         |      |           |         |          |          |

## PlayStation 3
Sur la PlayStation 3, le XMB donne accès à huit catégories : utilisateur, configuration, photo, musique, vidéo, jeu, réseau et amis. Dès la version 4.00, une neuvième catégorie rejoint les autres : Services TV/Vidéos. Cette catégorie se situe entre vidéo et jeu.
| Date    | Jan 15 | Jan 24 | Fév 15 | Fév 24 | Mar 15 | Mar 24 | Avr 15 | Avr 24 | Mai 15 | Mai 24 | Jun 15 | Jun 24 | Jul 15 | Jul 24 | Aou 15 | Aou 24 | Sep 15 | Sep 24 | Oct 15 | Oct 24 | Nov 15 | Nov 24 | Déc 15 | Déc 24 |
| Couleur |        |        |        |        |        |        |        |        |        |        |        |        |        |        |        |        |        |        |        |        |        |        |        |        |

| Heure      | 00 | 01 | 02 | 03 | 04 | 05 | 06 | 07 | 08 | 09 | 10 | 11 | 12 | 13 | 14 | 15 | 16 | 17 | 18 | 19 | 20 | 21 | 22 | 23 |
| Luminosité |    |    |    |    |    |    |    |    |    |    |    |    |    |    |    |    |    |    |    |    |    |    |    |    |

Il est possible de revenir sur le XMB lorsque l'on joue. On peut ainsi envoyer des messages, regarder les profils de ses amis, etc. Mais on ne peut pas lancer une application tel que le navigateur internet, la PS3 étant une console de jeu et non pas un ordinateur qui fait tourner de nombreuses applications en même temps, même si la PS3 s'en rapproche et fait office de centre multimédia.

## Contrôle
Généralement, le XMB a besoin de six différentes options sur le contrôleur. Un D-pad est utilisé pour choisir les catégories (utilisation des directions droite et gauche) aussi bien que pour mettre en surbrillance les options ou les actions dans ces catégories (utilisation des directions haut et bas). Deux boutons additionnels sont requis, l'un pour choisir les icônes sélectionnées par surbrillance, l'autre pour retourner à l'« étage » précédent du menu. Généralement,  est utilisé pour sélectionner,  pour annuler et  pour afficher des options.  est utilisé pour des actions non usuelles. 